# Munkedovenfugl
Munkedovenfugl (latin: Micromonacha lanceolata) er en fugleart, der lever i regnskoven i Amazonas' vestlige del.